# Mindelheim
Mindelheim – miasto powiatowe w południowych Niemczech, w kraju związkowym Bawaria, w rejencji Szwabia, w regionie Donau-Iller, siedziba powiatu Unterallgäu. Leży w Szwabii, około 30 km na wschód od Memmingen, przy autostradzie A96, drodze B16, B18 i linii kolejowej Monachium - Memmingen.

## Polityka
Burmistrzem miasta jest Stephan Winter z CSU, rada miasta liczy 24 osoby.
|      | CSU | SPD | FW | Zieloni | Mindelheimer BG | ödp | Razem |
| 2008 | 10  | 6   | 5  | -       | 2               | 1   | 24    |
| 2002 | 10  | 5   | 4  | 1       | 3               | 1   | 24    |

### Współpraca
Miejscowości partnerskie:
- Bourg-de-Péage, Francja
- East Grinstead, Wielka Brytania
- Sant Feliu de Guíxols, Hiszpania
- Schwaz, Austria
- Tramin an der Weinstraße, Włochy
- Verbania, Włochy

## Osoby

### urodzone w Mindelheimie
- Georg von Frundsberg, rycerz
- Reiner Maurer, piłkarz
- Katja Poensgen, motocyklistka

### związane z miastem
- Erwin Neher, biofizyk
- Anna Kazimierzówna, córka Kazimierza Wielkiego (pochowana w kościele św. Szczepana)